# Jorge Martín Almoguera
Jorge Martín Almoguera   (San Sebastián de los Reyes, 29 de gener de 1998), conegut al món de les curses com a Martinator, és un pilot de motociclisme espanyol que ha estat dues vegades Campió del món, una en la categoria de Moto3 (2018) i l'altra en la de MotoGP (2024). Aquest darrer títol el guanyà amb una Ducati de l'equip Pramac Racing, esdevenint així el primer pilot d'un equip satèl·lit (no de fàbrica) a proclamar-se campió del món de MotoGP.

## Carrera esportiva

### Moto3

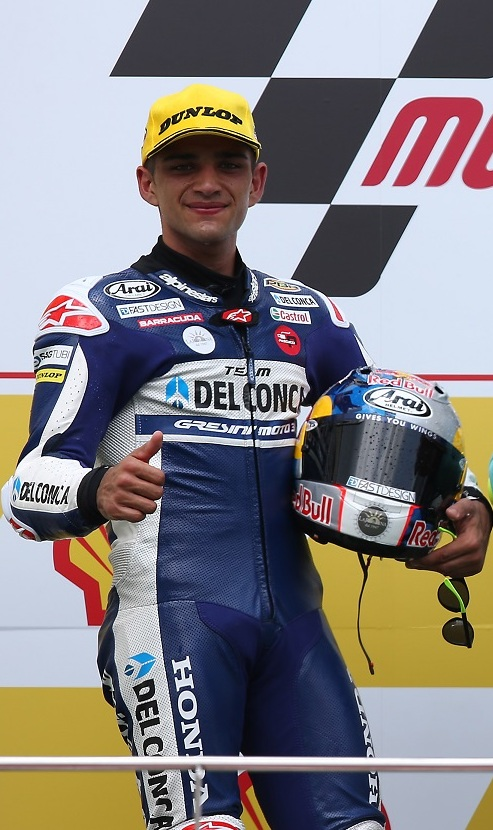
Martín al podi del el 2017

Martín va guanyar la MotoGP Rookies Cup el 2014 i el 2015 va debutar al Campionat del món de Moto3 amb una Mahindra MGP3O de l'equip d'Aspar, al costat de Francesco Bagnaia i Juanfran Guevara. El seu millor resultat va ser un setè lloc al Gran Premi d'Aragó.
El 2016, continuant amb el mateix equip, va aconseguir el seu primer podi al mundial al Gran Premi de la República Txeca, on va acabar segon darrere de John McPhee. Al Gran Premi de Catalunya es va fer una triple fractura a la mà dreta i, més tard, es va fracturar el cinquè metatars del peu dret a la sessió classificatòria del Gran Premi de San Marino. Va acabar la temporada al setzè lloc.
El 2017 va fitxar pel Del Conca Gresini Racing, on disposà d'una Honda NSF250RW, una de les novetats més destacades de la categoria. El seu company d'equip va ser l'italià Fabio Di Giannantonio. Aquella primera temporada amb l'equip va aconseguir la seva primera victòria al mundial al Gran Premi de la Comunitat Valenciana, a més de nou podis (sis tercers llocs i dos de segons) i nou pole position, obtenint així el rècord de poles en una sola temporada (l'anterior el compartien Àlex Rins i Jack Miller, amb vuit cadascun). Aquella temporada es va perdre el Gran Premi de la República Txeca a causa d'una lesió al Gran Premi d'Alemanya.
La temporada del 2018, la segona amb l'equip de Gresini, es va proclamar Campió del món amb set victòries i deu podis. Al mateix temps, va batre el rècord de pole positions a la categoria de Moto3 que ostentava, amb un total d'onze.

### Moto2
El 2019 va canviar d'equip i de categoria en fitxar per l'equip Red Bull KTM Ajo per a dues temporades de Moto2. A la primera meitat de la temporada va tenir problemes pel fet que la KTM RC12 no havia estat prou desenvolupada i el seu millor resultat va ser un novè lloc. A la segona meitat de la temporada, KTM va introduir una KTM RC12 millorada que li va permetre de mostrar el seu veritable potencial: va puntuar en nou dels deu Grans Premis disputats, a més d'obtenir dos podis: un tercer lloc al Gran Premi del Japó darrere de Luca Marini i Thomas Lüthi i un segon lloc darrere del seu company Brad Binder al Gran Premi d'Austràlia. Va acabar la seva primera temporada a Moto2 a l'onzena posició final.
El 2020, Martín va continuar amb l'Ajo, però l'equip va passar a Kalex en comptes de KTM. L'espanyol va començar bé la temporada i va ser tercer al Gran Premi d'Espanya, va guanyar la seva primera cursa de Moto2 al Gran Premi d'Àustria i fou segon al d'Estíria. El 10 de setembre de 2020 va anunciar que havia donat positiu al test del covid-19, la qual cosa el va obligar a saltar-se les dues rondes següents a Rímini i Misano. Un cop recuperat va poder acabar bé la temporada amb un total de sis podis (dues victòries, dos segons llocs i dos de tercers), prou com per a acabar el mundial en cinquè lloc.

### MotoGP

#### 2021

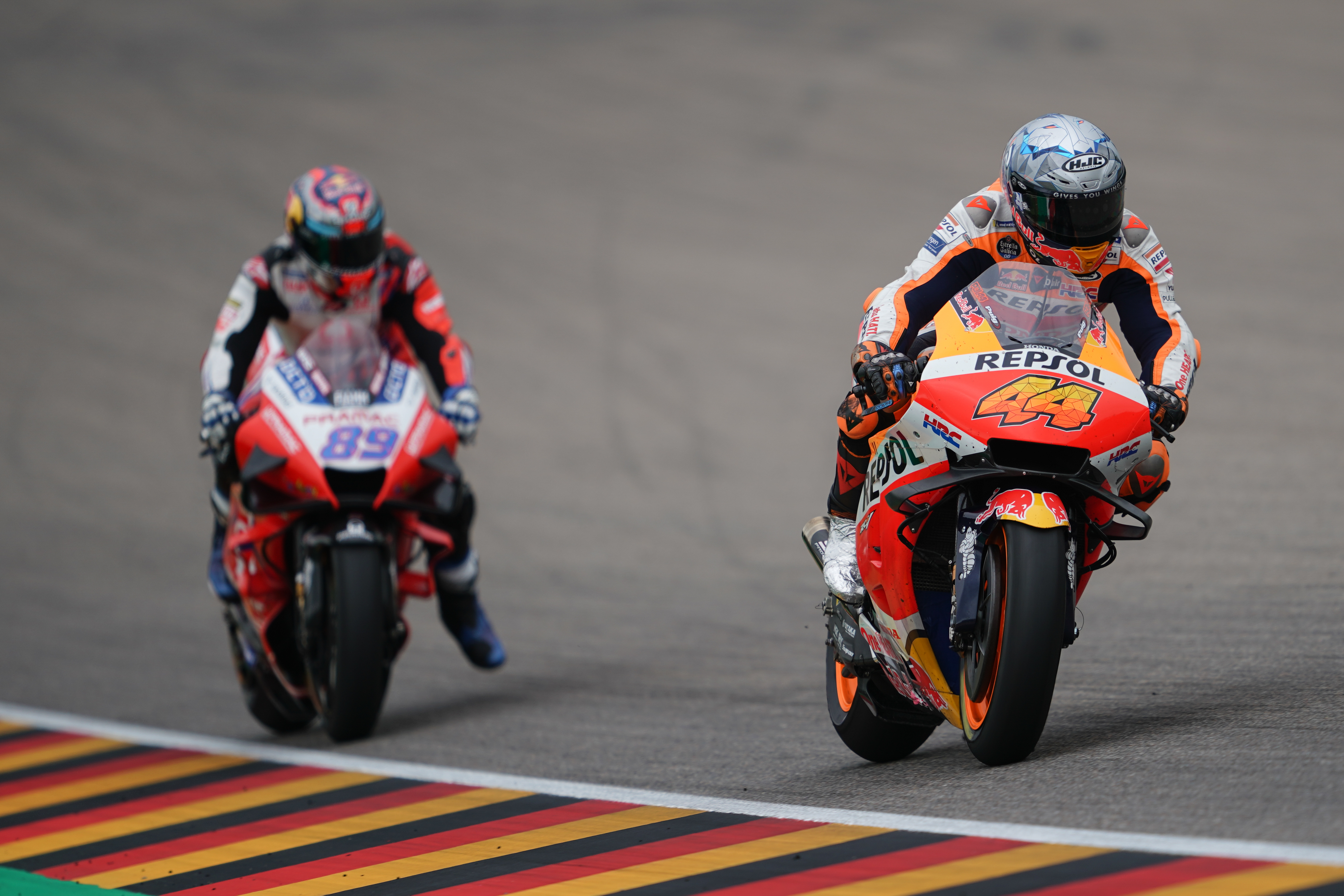
Martín darrere de Pol Espargaró a Sachsenring el 2021

El 2021, Martín va passar a la classe reina amb l'equip Pramac Racing Ducati, al costat de Johann Zarco. L'espanyol va acabar quinzè en la seva primera cursa de la categoria i a la segona, el Gran Premi de Qatar, ja va aconseguir la pole position i va acabar-hi en tercer lloc, el seu primer podi de MotoGP. Un greu accident patit durant els entrenaments del Gran Premi de Portugal el va obligar a obligat a perdre's les quatre següents curses, en què fou substituït per Tito Rabat (a les dues primeres, Portugal i Espanya), i Michele Pirro (les dues darreres, França i Itàlia). En principi, Martín hauria d'haver tornat al Gran Premi d'Itàlia, però per recomanació mèdica va desistir. Va tornar finalment al Gran Premi de Catalunya, on fou catorzè. Després de dues rondes poc reeixides, va aconseguir la seva segona pole position al Gran Premi d'Estíria on, després d'una cursa interrompuda per bandera vermella, va aconseguir la seva primera victòria a la categoria de MotoGP en un cop represa. Aquesta victòria va ser la primera de l'equip Pramac Racing a MotoGP i, a més, convertí Martín en el tercer pilot de l'era moderna dels 1000cc a guanyar una cursa en la seva primera temporada, després de Marc Márquez (2013) i Brad Binder (2020). El cap de setmana següent va aconseguir la seva tercera pole position de la temporada a Àustria, i també el seu tercer podi amb una tercera posició a la cursa. En la darrera cursa de la temporada, el Gran Premi de la Comunitat Valenciana, va aconseguir la seva quarta pole position i el seu quart podi en acabar la cursa en segona posició. Va acabar la temporada en la novena posició final i va guanyar el premi Rookie of the Year per davant d'Enea Bastianini.

#### 2022

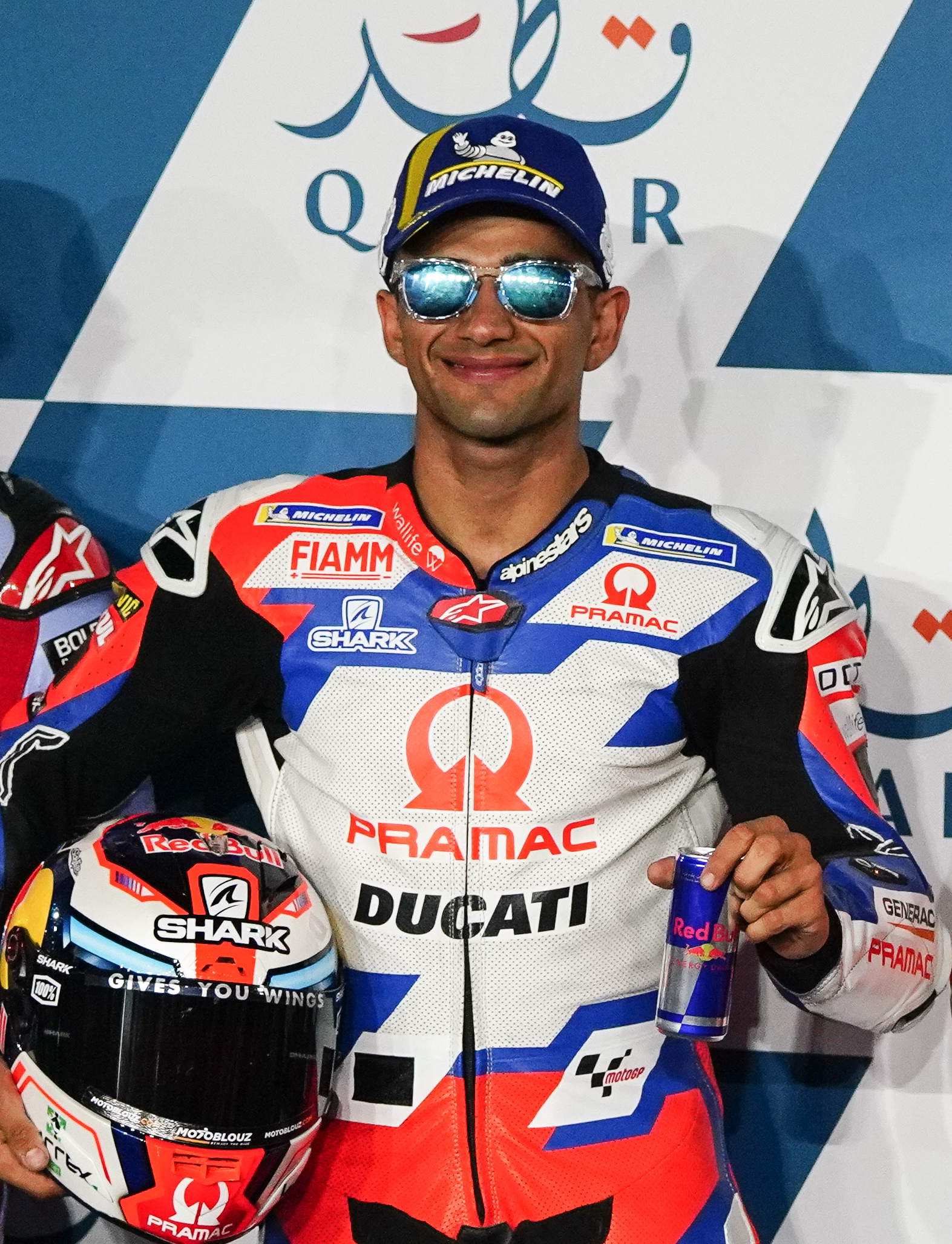
Martín a Qatar el 2022

Martín i Zarco van continuar amb Pramac Racing la temporada del 2022. Al Gran Premi d'Austràlia, l'espanyol va aconseguir la pole i va marcar el rècord de volta ràpida del circuit de Phillip Island. Martín va acabar de nou novè al mundial.

#### 2023
Martín i Zarco van continuar amb Pramac Racing la temporada del 2023. Durant les fases inicials i mitjanes de la temporada, Martín es va consolidar com a ferm candidat al títol, juntament amb el campió del món vigent Francesco Bagnaia i Marco Bezzecchi, després de sengles victòries a Alemanya i San Marino. La caiguda de Bagnaia, líder del campionat, al Gran Premi de l'Índia, va fer que Martín se situés a només 13 punts del capdavant de la classificació general, posició que va ocupar breument després de la cursa Sprint del Gran Premi d'Indonèsia. Tanmateix, el lideratge va tornar a Bagnaia després que Martín caigués a la cursa principal i l'italià la guanyés. Durant la resta de la temporada, Martín es va mantenir com a aspirant al títol fins a la ronda final, a Xest, en què va caure a la cursa principal i va perdre així tota opció. Finalment, va acabar la temporada com a subcampió del món a 39 punts de Bagnaia.

#### 2024
Martín començà la temporada del 2024 guanyant la primera cursa Sprint a Qatar i acabant tercer a la cursa llarga. Va obtenir els mateixos resultats, però inversos, en el següent Gran Premi, a Portugal, en acabar tercer a l'Sprint i guanyar la cursa llarga. Aquesta victòria el va convertir en líder de la classificació provisional. Després del cinquè podi consecutiu amb el tercer lloc a l'Sprint d'Austin, acabà quart a la cursa llarga. Guanyà l'Sprint a Jerez però va caure a la cursa llarga de diumenge, mentre que a França guanyà ambdues curses. En els dos Grans Premis següents només va assolir el podi en les curses llargues, amb un segon lloc a Catalunya i un tercer a Itàlia. A Assen va quedar segon en les dues curses, per darrere del seu rival a la classificació provisional Pecco Bagnaia. A Sachsenring guanyà l'Sprint, mentre que va caure a la cursa llarga a només dues voltes per al final, perdent el lideratge del campionat davant Pecco Bagnaia.
Martín va recuperar el lideratge gràcies a dos segons llocs a Silverstone i va deixar l'italià per darrere a només 3 punts. Va tornar a acabar segon en les dues curses a Àustria i va tornar a der superat a la classificació per Bagnaia, que el deixà a 5 punts de distància. Amb els altres dos segons llocs assolits al GP d'Aragó (sis de consecutius), Martín tornà al capdavant de la classificació. Tornà a guanyar a l'Sprint del GP de Misano, després de començar quart, i amplià el seu avantatge sobre Bagnaia (que va acabar segon després de sortir de la pole) a 26 punts. A la cursa de diumenge, a causa d'un error estratègic per la pluja, va tornar a boxs abans d'hora per canviar de moto però va tornar a canviar unes voltes després en adonar-se que havia deixat de ploure. Aquesta tria li va costar el quinzè lloc, mentre que Bagnaia va tornar a quedar segon, reduint la diferència entre tots dos a 7 punts. El segon Gran Premi de Misano es tancà amb dos nous segons llocs, tots dos per darrere dels dos pilots oficials de Ducati (Bagnaia a l'Sprint i Bastianini a la cursa llarga), després dels quals amplià la diferència a 24 punts sobre el seu rival italià. Martín va sortir des de la pole a Indonèsia, però a l'Sprint va caure a la primera volta i acabà desè, mentre que, a diferència de l'any anterior, guanyà la cursa llarga i deixà el seu avantatge sobre Bagnaia en 21 punts.

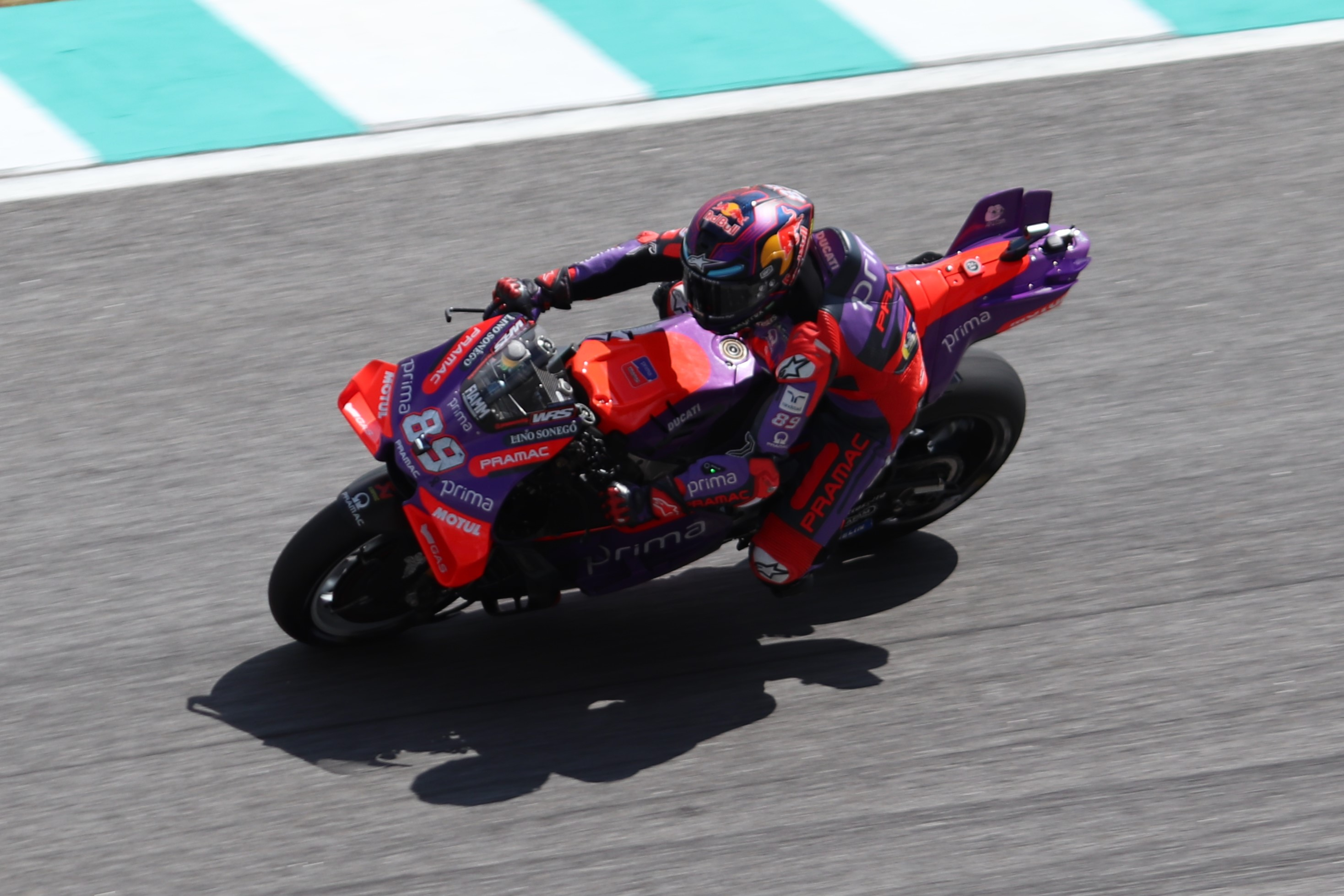
Martín amb la Ducati de Pramac Racing al GP de Malàisia el 2024

A manca de cinc Grans Premis, a Motegi, va tornar a acabar la cursa llarga en segona posició després d'haver començat onzè per una caiguda en la classificació; coincidint amb la victòria de Bagnaia, la diferència entre tots dos es reduí a 10 punts, encara a favor de l'espanyol. Després del GP d'Austràlia, en què Martín va sortir des de la pole (la setena de la temporada), guanyant l'Sprint i acabant segon després d'un duel amb Marc Márquez, va doblar la diferència respecte a l'italià, que no va poder passar del tercer lloc el diumenge. Martín amplià el seu avantatge sobre Bagnaia a 17 punts després del Gran Premi de Tailàndia, que acabà en segona posició en ambdues curses. Guanya el seu setè Sprint de l'any al GP de Malàisia, mentre que a la cursa llarga, que era el seu primer "match point" per guanyar el títol, acabà segon (el desè de l'any), de nou darrere de Bagnaia després d'un duel a les tres primeres voltes; aquests resultats deixaren el seu lideratge en 24 punts d'avantatge, amb la possibilitat de guanyar el títol en la següent cursa Sprint.
En l'últim Gran Premi de la temporada, excepcionalment celebrat al Circuit de Catalunya a causa de la gota freda al País Valencià, va obtenir la quarta posició a la classificació i va acabar l'Sprint en tercera posició, cosa que, atesa la victòria de Bagnaia, l'obligava a posposar la consecució del títol a la cursa llarga de diumenge.
Finalment, a la darrera cursa de la temporada, diumenge, Bagnaia guanyà, però Martín aconseguí endur-se el títol gràcies a un tercer lloc. D'aquesta manera, Jorge Martín va esdevenir el primer pilot d'un "equip client" (no de fàbrica) que es proclamava campió del món de la classe reina després de 23 anys, així com el primer en la història de MotoGP. L'últim a aconseguir-ho havia estat Valentino Rossi quan va guanyar el campionat del món de 500cc del 2001 amb l'Honda de l'equip Nastro Azzurro.

## Resultats al Mundial de motociclisme

### Per temporada
| Temporada | Categoria | Moto     | Equip                           | Curses | Victòries | Podis | Poles | FLaps | Pts  | Posició | Títols |
| --------- | --------- | -------- | ------------------------------- | ------ | --------- | ----- | ----- | ----- | ---- | ------- | ------ |
| 2015      | Moto3     | Mahindra | Mapfre Team Mahindra            | 18     | 0         | 0     | 0     | 0     | 45   | 17è     | –      |
| 2016      | Moto3     | Mahindra | Pull & Bear Aspar Mahindra Team | 16     | 0         | 1     | 0     | 0     | 72   | 16è     | –      |
| 2017      | Moto3     | Honda    | Del Conca Gresini Moto3         | 16     | 1         | 9     | 9     | 2     | 196  | 4t      | –      |
| 2018      | Moto3     | Honda    | Del Conca Gresini Moto3         | 17     | 7         | 10    | 11    | 3     | 260  | 1r      | 1      |
| 2019      | Moto2     | KTM      | Red Bull KTM Ajo                | 19     | 0         | 2     | 0     | 1     | 94   | 11è     | –      |
| 2020      | Moto2     | Kalex    | Red Bull KTM Ajo                | 13     | 2         | 6     | 1     | 2     | 160  | 5è      | –      |
| 2021      | MotoGP    | Ducati   | Pramac Racing                   | 14     | 1         | 4     | 4     | 0     | 111  | 9è      | –      |
| 2022      | MotoGP    | Ducati   | Pramac Racing                   | 20     | 0         | 4     | 5     | 2     | 152  | 9è      | –      |
| 2023      | MotoGP    | Ducati   | Prima Pramac Racing             | 20     | 4         | 8     | 4     | 2     | 428  |         |        |
| 2024      | MotoGP    | Ducati   | Prima Pramac Racing             | 20     | 3         | 16    | 7     | 2     | 508  | 1r      | 1      |
| Total     | Total     | Total    | Total                           | 173    | 18        | 60    | 41    | 14    | 2026 |         | 2      |

### Per categoria
| Categoria | Temporada       | 1a Cursa        | 1r Podi              | 1a Victòria               | Curses | Victòries | Podis | Poles | FLaps | Pts  | Títols |
| --------- | --------------- | --------------- | -------------------- | ------------------------- | ------ | --------- | ----- | ----- | ----- | ---- | ------ |
| Moto3     | 2015–2018       | 2015 Qatar      | 2016 República Txeca | 2017 Comunitat Valenciana | 67     | 8         | 20    | 20    | 5     | 573  | 1      |
| Moto2     | 2019–2020       | 2019 Qatar      | 2019 Japó            | 2020 Àustria              | 32     | 2         | 8     | 1     | 3     | 254  | 0      |
| MotoGP    | 2021–actualitat | 2021 Qatar      | 2021 Doha            | 2021 Estíria              | 74     | 8         | 32    | 20    | 6     | 1199 | 1      |
| Total     | 2015–actualitat | 2015–actualitat | 2015–actualitat      | 2015–actualitat           | 173    | 18        | 60    | 41    | 14    | 2026 | 2      |

### Curses per any
Barem de puntuació de 1993 ençà:
| Posició | 1  | 2  | 3  | 4  | 5  | 6  | 7 | 8 | 9 | 10                | 11                | 12                | 13                | 14                | 15                |                   |
| Cursa   | 25 | 20 | 16 | 13 | 11 | 10 | 9 | 8 | 7 | 6                 | 5                 | 4                 | 3                 | 2                 | 1                 |                   |
| Sprint  | 12 | 9  | 7  | 6  | 5  | 4  | 3 | 2 | 1 | [ Nota Sprint 1 ] | [ Nota Sprint 1 ] | [ Nota Sprint 1 ] | [ Nota Sprint 1 ] | [ Nota Sprint 1 ] | [ Nota Sprint 1 ] | [ Nota Sprint 1 ] |

1. ↑  La cursa Sprint per a la categoria MotoGP va ser introduïda la temporada del 2023

(Ids. Grans Premis | Llegenda) (Curses en negreta indiquen pole; curses en  itàlica indiquen volta ràpida; les posicions en superíndex són les de la cursa Sprint)
| Any  | Categoria | Moto     | 1        | 2       | 3        | 4        | 5       | 6      | 7       | 8       | 9        | 10      | 11     | 12      | 13     | 14     | 15       | 16      | 17      | 18      | 19      | 20       | Pos | Pts |
| ---- | --------- | -------- | -------- | ------- | -------- | -------- | ------- | ------ | ------- | ------- | -------- | ------- | ------ | ------- | ------ | ------ | -------- | ------- | ------- | ------- | ------- | -------- | --- | --- |
| 2015 | Moto3     | Mahindra | QAT 15   | AME Ret | ARG 22   | ESP 14   | FRA Ret | ITA 17 | CAT 11  | NED 18  | GER 12   | INP 10  | CZE 11 | GBR Ret | SM 15  | ARA 7  | JPN 11   | AUS 15  | MAL 12  | VAL 14  |         |          | 17è | 45  |
| 2016 | Moto3     | Mahindra | QAT Ret  | ARG 8   | AME Ret  | ESP Ret  | FRA 18  | ITA 14 | CAT Ret | NED WD  | GER Ret  | AUT 6   | CZE 2  | GBR 10  | SM DNS | ARA 6  | JPN Ret  | AUS 6   | MAL Ret | VAL 10  |         |          | 16è | 72  |
| 2017 | Moto3     | Honda    | QAT 3    | ARG 3   | AME 2    | ESP 9    | FRA Ret | ITA 15 | CAT 3   | NED 4   | GER DNS  | CZE DNS | AUT 3  | GBR 3   | SM Ret | ARA 4  | JPN 15   | AUS 3   | MAL 2   | VAL 1   |         |          | 4t  | 196 |
| 2018 | Moto3     | Honda    | QAT 1    | ARG 11  | AME 1    | ESP Ret  | FRA Ret | ITA 1  | CAT Ret | NED 1   | GER 1    | CZE DNS | AUT 3  | GBR C   | SM 2   | ARA 1  | THA 4    | JPN Ret | AUS 5   | MAL 1   | VAL 2   |          | 1r  | 260 |
| 2019 | Moto2     | KTM      | QAT 15   | ARG Ret | AME 15   | ESP Ret  | FRA 20  | ITA 16 | CAT 15  | NED Ret | GER 9    | CZE 13  | AUT 7  | GBR 12  | SM 12  | ARA 9  | THA 6    | JPN 3   | AUS 2   | MAL Ret | VAL 5   |          | 11è | 94  |
| 2020 | Moto2     | Kalex    | QAT 20   | ESP 3   | ANC 6    | CZE 8    | AUT 1   | STY 2  | SM      | EMI     | CAT Ret  | FRA Ret | ARA 3  | TER 6   | EUR 2  | VAL 1  | POR 6    |         |         |         |         |          | 5è  | 160 |
| 2021 | MotoGP    | Ducati   | QAT 15   | DOH 3   | POR DNS  | ESP      | FRA     | ITA    | CAT 14  | GER 12  | NED Ret  | STY 1   | AUT 3  | GBR Ret | ARA 9  | SM Ret | AME 5    | EMI Ret | ALR 7   | VAL 2   |         |          | 9è  | 111 |
| 2022 | MotoGP    | Ducati   | QAT Ret  | INA Ret | ARG 2    | AME 8    | POR Ret | ESP 22 | FRA Ret | ITA 13  | CAT 2    | GER 6   | NED 7  | GBR 5   | AUT 10 | SM 9   | ARA 6    | JPN 3   | THA 9   | AUS 7   | MAL Ret | VAL 3    | 9è  | 152 |
| 2023 | MotoGP    | Ducati   | POR Ret2 | ARG 58  | AME Ret3 | ESP 4    | FRA 21  | ITA 23 | GER 1   | NED 56  | GBR 6    | AUT 73  | CAT 35 | SM 1    | IND 21 | JPN 1  | INA Ret1 | AUS 5   | THA 1   | MAL 42  | QAT 101 | VAL Ret1 | 2n  | 428 |
| 2024 | MotoGP    | Ducati   | QAT 31   | POR 13  | AME 43   | ESP Ret1 | FRA 1   | CAT 24 | ITA 3   | NED 2   | GER Ret1 | GBR 2   | AUT 2  | ARA 2   | SM 151 | EMI 2  | INA 1    | JPN 24  | AUS 21  | THA 2   | MAL 21  | SLD 3    | 1r  | 508 |